# Bakhtī
Bakhtī (persiska: بختی) är en ort i Iran.   Den ligger i provinsen Zanjan, i den nordvästra delen av landet, 300 km väster om huvudstaden Teheran. Bakhtī ligger 1 637 meter över havet och antalet invånare är 231.
Terrängen runt Bakhtī är kuperad åt sydväst, men åt nordost är den platt.Runt Bakhtī är det ganska glesbefolkat, med 34 invånare per kvadratkilometer. Närmaste större samhälle är Garm Āb, 12,5 km öster om Bakhtī. Trakten runt Bakhtī består i huvudsak av gräsmarker.